# Remigia repanda
Remigia repanda är en fjärilsart som beskrevs av Fabricius 1794. Remigia repanda ingår i släktet Remigia och familjen nattflyn. Inga underarter finns listade.